# لوك جونستون
لوك جونستون (بالإنجليزية: Luke Johnston)‏ (3 سبتمبر 1993 بكيركالدي في المملكة المتحدة - ) هو لاعب كرة قدم بريطاني في مركز الدفاع. لعب مع دندي يونايتد ودونفرملين أثلتيك ونادي مونتروز لكرة القدم.

## وصلات خارجية
- لوك جونستون على موقع قاعدة بيانات كرة القدم.إي يو (الإنجليزية)